# Cornòus
Cournols és un municipi francès situat al departament del Puèi Domat i a la regió d'Alvèrnia-Roine-Alps. L'any 2007 tenia 222 habitants.

## Demografia

### Població
El 2007 la població de fet de Cournols era de 222 persones. Hi havia 77 famílies de les quals 19 eren unipersonals (4 homes vivint sols i 15 dones vivint soles), 23 parelles sense fills, 31 parelles amb fills i 4 famílies monoparentals amb fills.
La població ha evolucionat segons el següent gràfic:
Habitants censats

### Habitatges
El 2007 hi havia 114 habitatges, 76 eren l'habitatge principal de la família, 28 eren segones residències i 9 estaven desocupats. 112 eren cases i 1 era un apartament. Dels 76 habitatges principals, 62 estaven ocupats pels seus propietaris, 11 estaven llogats i ocupats pels llogaters i 4 estaven cedits a títol gratuït; 1 tenia una cambra, 7 en tenien dues, 11 en tenien tres, 26 en tenien quatre i 32 en tenien cinc o més. 52 habitatges disposaven pel capbaix d'una plaça de pàrquing. A 30 habitatges hi havia un automòbil i a 34 n'hi havia dos o més.

### Piràmide de població
La piràmide de població per edats i sexe el 2009 era:
| Homes | Edats   | Dones |
| ----- | ------- | ----- |
| 0     | 95 o +  | 0     |
| 0     | 90 a 94 | 0     |
| 0     | 85 a 89 | 0     |
| 4     | 80 a 84 | 0     |
| 4     | 75 a 79 | 4     |
| 12    | 70 a 74 | 4     |
| 8     | 65 a 69 | 4     |
| 8     | 60 a 64 | 8     |
| 12    | 55 a 59 | 4     |
| 4     | 50 a 54 | 12    |
| 8     | 45 a 49 | 0     |
| 16    | 40 a 44 | 4     |
| 16    | 35 a 39 | 16    |
| 12    | 30 a 34 | 4     |
| 4     | 25 a 29 | 8     |
| 8     | 20 a 24 | 0     |
| 8     | 15 a 19 | 4     |
| 8     | 10 a 14 | 20    |
| 12    | 5 a 9   | 4     |
| 8     | 0 a 4   | 8     |

## Economia
El 2007 la població en edat de treballar era de 149 persones, 100 eren actives i 49 eren inactives. De les 100 persones actives 94 estaven ocupades (52 homes i 42 dones) i 7 estaven aturades (3 homes i 4 dones). De les 49 persones inactives 3 estaven jubilades, 12 estaven estudiant i 34 estaven classificades com a «altres inactius».

### Ingressos
El 2009 a Cournols hi havia 78 unitats fiscals que integraven 193 persones, la mediana anual d'ingressos fiscals per persona era de 18.261 €.

### Activitats econòmiques
Dels 5 establiments que hi havia el 2007, 1 era d'una empresa de construcció, 1 d'una empresa de comerç i reparació d'automòbils, 1 d'una empresa immobiliària, 1 d'una empresa de serveis i 1 d'una entitat de l'administració pública.
L'únic servei als particulars que hi havia el 2009 era una fusteria.
L'únic establiment comercial que hi havia el 2009 era una llibreria.
L'any 2000 a Cournols hi havia 11 explotacions agrícoles que ocupaven un total de 1.177 hectàrees.

## Poblacions més properes
El següent diagrama mostra les poblacions més properes.